# Chefferie traditionnelle au Bénin
La Chefferie traditionnelle au Bénin est la forme d'administration et pouvoir socio-culturel et historique des aires culturelles du Bénin, constituée des chefs traditionnels. 

## Statut administratif des chefs traditionnels
La constitution béninoise, modifiée en novembre 2019, l'institutionnalise désormais comme  «gardienne des us et coutumes dans les conditions fixées par la loi». Le 27 mai 2022, le président Patrice Talon installe une commission chargée de proposer un cadre légal à la chefferie traditionnelle du Bénin,,.